# Universidade Católica de Lublin

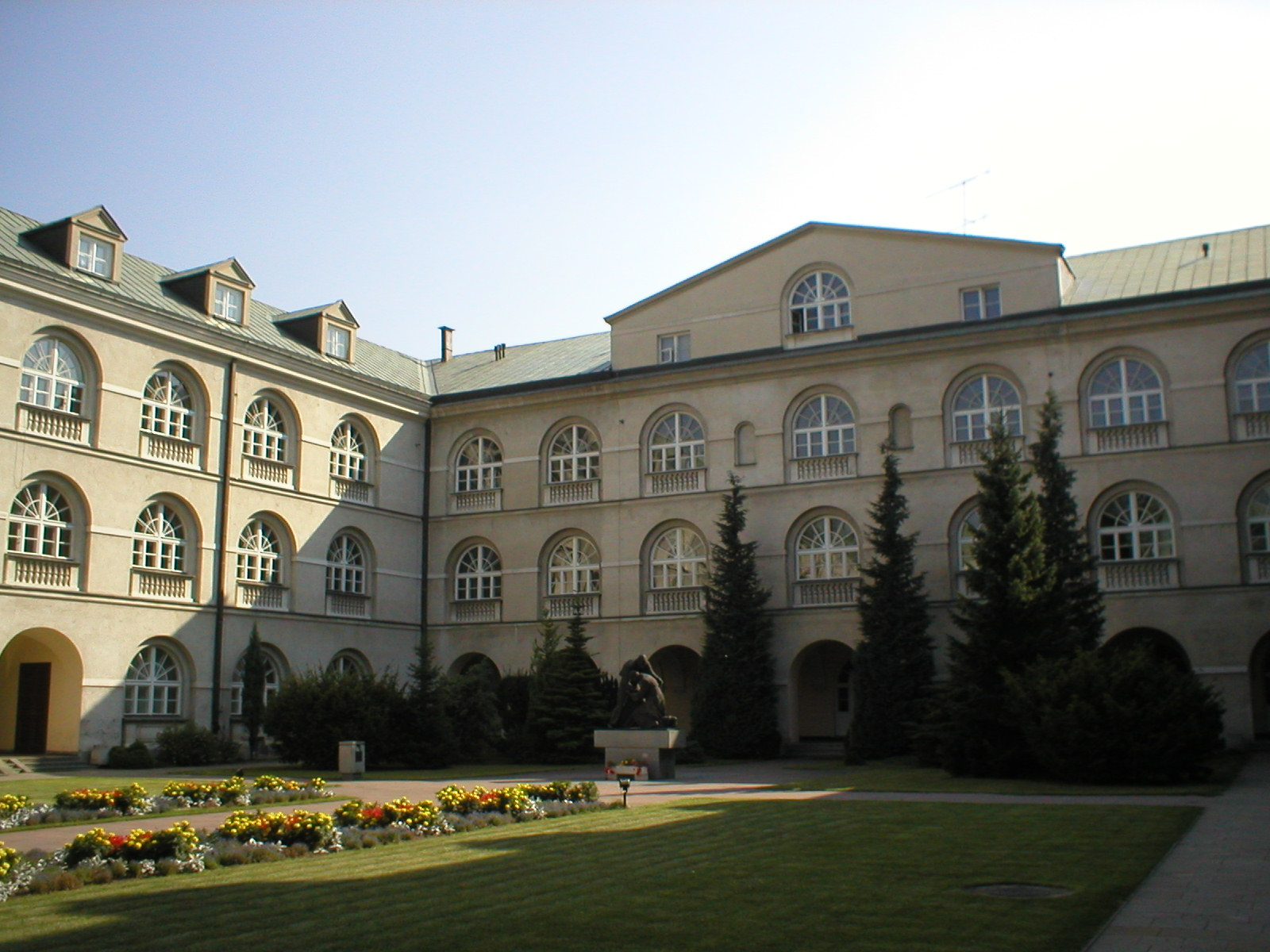
Pátio da Universidade

A Universidade Católica João Paulo II de Lublin (em polonês Katolicki Uniwersytet Lubelski Jana Pawła II, ou KUL) é uma instituição de ensino superior privada e católica localizada em Lublin, na Polônia. Fundada em 8 de dezembro de 1918, é a única instituição privada do país com o status de universidade.
O Papa João Paulo II (Karol Wojtyła) tornou-se professor de Filosofia da KUL em 1954, dividindo seu tempo entre o magistério e seu trabalho pastoral na Cracóvia. Seu envolvimento com a universidade permaneceu até 1978, quando foi eleito Papa.